# Rhinolophus simulator
Rhinolophus simulator е вид прилеп от семейство Подковоносови (Rhinolophidae). Видът не е застрашен от изчезване.

## Разпространение и местообитание
Разпространен е в Ботсвана, Гвинея, Етиопия, Замбия, Зимбабве, Камерун, Кения, Кот д'Ивоар, Либерия, Малави, Мозамбик, Нигерия, Свазиленд, Танзания, Уганда, Южен Судан и Южна Африка.
Обитава гористи местности, пещери, савани, крайбрежия и плажове.

## Описание
Теглото им е около 8,1 g.
Популацията на вида е намаляваща.